# Article 195 de la Constitution belge
En Belgique, l’article 195 de la Constitution organise la révision de la Constitution. Il fait partie du titre VIII De la révision de la Constitution.
Cet article date du 7 février 1831 et était à l'origine — sous l'ancienne numérotation — l'article 131. Il n'a jamais lui-même été révisé.

## Le texte
« Le pouvoir législatif fédéral a le droit de déclarer qu'il y a lieu à la révision de telle disposition constitutionnelle qu'il désigne. »
« Après cette déclaration, les deux chambres sont dissoutes de plein droit. »
« Il en sera convoqué deux nouvelles, conformément à l'article 46. »
« Ces chambres statuent, d'un commun accord avec le Roi, sur les points soumis à la révision. »
« Dans ce cas, les chambres ne pourront délibérer si deux tiers au moins des membres qui composent chacune d'elles ne sont présents ; et nul changement ne sera adopté s'il ne réunit au moins les deux tiers des suffrages. »

## Les trois étapes nécessaires à la révision

### 1 - Adoption d'une déclaration de révision de la Constitution
Selon la Constitution, le pouvoir législatif s'exerce par le Roi, la Chambre des représentants et le Sénat. Les deux Chambres adoptent à la majorité ordinaire, une déclaration de révision ; le Roi doit également en adopter une : les deux déclarations doivent être strictement identiques.
La déclaration de révision contient une liste de dispositions, ces dispositions sont dites « ouvertes à révision ». Elles peuvent être révisées en suivant les deux étapes suivantes.

### 2 - La dissolution des Chambres
L'adoption de la déclaration de révision est faite le jour où les déclarations des Chambres et du Roi ont été publiées au Moniteur belge. Elle entraîne alors automatiquement la dissolution des Chambres. L'acte de dissolution contient la convocation des électeurs dans les quarante jours suivant la dissolution ainsi que celle des nouvelles Chambres dans les trois mois suivant cette même date.

### 3 - La révision des dispositions ouvertes à révision
Les nouvelles Chambres peuvent alors décider de modifier ou non les articles ouverts à révision. Si elles décident de modifier une disposition, un quorum de deux tiers des membres de la Chambre des représentants et du Sénat doit être atteint pour le vote. Les révisions sont prises à la majorité des deux tiers des voix exprimées dans chacune des chambres.

## Limites
Dans les cas prévus aux articles 196 et 197, c'est-à-dire en temps de guerre, lorsque les Chambres ne peuvent se réunir librement sur le territoire fédéral ou en temps de régence, toute ou certaines parties de la Constitution ne peuvent pas être révisées. Ce sont des limites d'ordre temporel et non matériel.

## Origine
La procédure de révision de la Constitution belge est inspirée de celle que les Pays-Bas avait choisi lors du vote de leur Loi fondamentale de 1815 en ses articles 229 à 234. L'unique changement apporté est la dissolution automatique des chambres.

## Controverse
L'article 195 de la Constitution n'a jamais été révisé depuis l'adoption de la Constitution en 1831. Il est aujourd'hui critiqué par plusieurs juristes : certains aimeraient une procédure de révision moins lourde (sans dissolution des chambres) et prenant en compte les entités fédérées (les régions et communautés). Selon un avis de la commission de Venise, la procédure belge de révision de la Constitution est l'une des plus rigides au monde avec les procédures américaine et néerlandaise.
En effet, cette procédure a été conçue pour être utilisée avec parcimonie. Cependant, depuis quelques années, les assemblées fédérales sont perpétuellement constituantes. En effet, des déclarations de révision constitutionnelle sont systématiquement adoptées soit à la fin de la législature, soit lorsque des élections anticipées sont politiquement inévitables.
De plus, cette procédure a été conçue pour permettre une consultation indirecte du corps électoral, mais l’expérience a montré que cet objectif était illusoire. Les campagnes électorales consécutives à l’adoption d’une déclaration de révision ne donnent jamais vraiment lieu à une mobilisation citoyenne autour des questions constitutionnelles que suscite la déclaration. Elles ne sont jamais ce que le constitutionnaliste américain Bruce Ackerman, professeur à l’université Yale, appelle des « moments fondateurs ». Et quand vient le moment de réviser, c’est souvent dans la plus grande indifférence de l’opinion publique, tenue à l’écart du débat parlementaire sur la révision.

## Sixième réforme de l'État
La sixième réforme de l'État votée par la 53e législature, pour laquelle l'article 195 était ouvert à révision, devait, selon l'accord de gouvernement, modifier des articles de la Constitution (au sujet de la réforme du Sénat et des provinces) qui n'avaient pas été ouverts à révision par la 52e législature.
Pour néanmoins permettre la révision desdits articles, l'article 195 lui-même a été complété d'une disposition transitoire permettant à la 53e législature (élue le 13 juin 2010) de réviser ces articles non ouverts à révision. Bien que non conforme à l'esprit de la Constitution, cette méthode est juridiquement valable.